# Jean Santeuil
Jean Santeuil je nedokončený román francouzského spisovatele Marcela Prousta. Na knize pracoval mezi lety 1896 až 1900, nicméně byla vydána až po autorově smrti. První publikace se Jean Santeuil dočkal až v roce 1952 v nakladatelství Gallimard.
O románu se často hovoří jako o díle, které předcházelo Proustovu magnum opus Hledání ztraceného času. Obě díla mají společné jak téma, tak i zápletku.

## Děj
Jean Santeuil vypráví příběh mladého muže, který miluje literaturu a poezii. Příběh popisuje hrdinovo postupné dospívání a pronikání do pařížské vyšší společnosti konce 19. století. Marcel Proust v románu tematizuje vztah spisovatele a společnosti.

## Česká vydání
- Jean Santeuil, Academia, Praha 2009, překlad Michal Novotný